# Emanuel Rivas
Emanuel Benito Rivas (* 17. März 1983 in Quilmes) ist ein argentinischer ehemaliger Fußballspieler.

## Karriere
Emanuel Rivas begann seine Karriere in seiner Heimat bei CA Independiente, für die er drei Jahre in der Primera División, der höchsten argentinischen Liga, spielte. Im Sommer 2004 wechselte er zum Ligakonkurrenten Arsenal de Sarandí. Er absolvierte 26 Partien für das Team und transferierte ein Jahr später zum portugiesischen Verein Vitória Guimarães. Rivas lief in fünf Partien für Guimarães in der SuperLiga auf, konnte sich dort jedoch nie durchsetzen. Im Juli 2006 wurde er bis zum Saisonende nach Griechenland zu Iraklis Thessaloniki verliehen. Bei den Griechen gehörte er zur Stammformation, dennoch entschied Iraklis die Kaufoption nicht wahrzunehmen. Daraufhin kaufte ihn CA Talleres und der Mittelfeldakteur kehrte wieder nach Argentinien zurück.
Nach elf Partien für Talleres, nahm ihn im Januar 2008 der italienische Verein AC Arezzo als Leihspieler unter Vertrag. Den Toskanern wurde zudem eine Kaufoption zugesichert. Nachdem Rivas in Arezzo durchaus ansprechende Leistungen zeigte, verzichtete der Verein aufgrund der hohen Ablösesumme auf eine dauerhafte Verpflichtung des Argentiniers. Er wurde kurz darauf von der AS Bari unter Vertrag genommen. Bei den Apuliern konnte er sich in der Saison 2008/09 bereits etablieren und erhielt regelmäßige Einsätze in der Serie B, zudem konnte zum Saisonende der Aufstieg in die höchste italienische Spielklasse, der Serie A, sichergestellt werden.
Im Winter 2012 wechselte er für ein halbes Jahr von Bari zur AS Varese, ehe er sich im Sommer des Jahres dem Ligakonkurrenten Hellas Verona anschloss. 2013 wechselte er zu Spezia Calcio, 2014 wieder zurück zur AS Varese. Im Frühjahr 2015 lief er nochmal für Livorno auf, ehe sein Vertrag auslief. Damit endete seine aktive Karriere.
2003 gewann Rivas mit der argentinischen U-20-Auswahl das Campeonato Sudamericano Sub-20, gehörte aber bei der anschließenden Junioren-Weltmeisterschaft nicht zum Aufgebot.